# Cranichis parvula
Cranichis parvula är en orkidéart som beskrevs av Jany Renz. Cranichis parvula ingår i släktet Cranichis, och familjen orkidéer. Inga underarter finns listade i Catalogue of Life.